# Andrea Feldman
Andrea Feldman (1 de abril de 1948 – 8 de agosto de 1972) foi uma atriz estadunidense, famosa por pertencer ao grupo de Andy Warhol. Ela cometeu suicídio em 1972.

## Carreira
Andrea Feldman era nativa da cidade de Nova Iorque. Ela se formou pela "Quintano's School for Young Professionals", uma escola preparatória para atores. Ela trabalhou em três filmes de Andy Warhol, são eles Imitation of Christ, Trash e Heat. Ela também tornou-se conhecida por ser usuária de drogas, mais especialmente de anfetaminas.
Feldman apareceu pela primeira vez em um documentário de 1970, chamado "Groupies", onde ela atende pelo nome de Andrea "Whips" Feldman, um apelido dado a ela pelo próprio Andy Warhol. Mais tarde, ela se referiu a si mesma como sendo "Andrea Warhol". Entre suas amigas, ela era mais conhecida por "Crazy Andy."

## Morte
Em agosto de 1972, vários dias após o seu retorno da Europa, Feldman convocou vários namorados, inclusive o poeta Jim Carroll, para irem ao apartamento de seus pais, em Nova Iorque, para testemunharem um episódio que ela chamaria de o "último papel estrelado". Segurando uma bíblia em uma mão, e um crucifixo em outra, Andrea Feldman pulou do décimo quarto andar do prédio: o número 51, na Quinta Avenida.
O suicídio de Andrea Feldman, precedido pelo lançamento do filme "Heat" de Andy Warhol, filme em que ela teve um papel muito maior em relação aos filmes anteriores, ocorreu num espaço de tempo de apenas três semanas. A performance de Feldman foi alvo de críticas positivas. Judith Christ, um crítico de diversas revistas de Nova Iorque, foi um dos críticos que escrevem críticas positivas a respeito de Andrea Feldman.

## Filmografia
- Four Stars aka **** (1967)
- Imitation of Christ (1967)
- Groupies (1970) documentário
- Trash (1970)
- Heat (1972)